# Газель сомалійська
Газе́ль сомалійська (Nanger soemmerringii) — вид парнокопитних ссавців родини бикових (Bovidae).

## Поширення
Ареал виду обмежений Сомалійським півостровом, де газелі живуть на більшій території Сомалі і на низьких відрогах на заході і сході Ефіопського нагір'я.

## Опис
Довжина тіла становить від 125 до 150 см, висота в холці - від 81 до 90 см. Вага тіла — від 38 до 46 кг. Це велика газель з білою нижньою частиною тіла і вираженим малюнком. Голова відносно велика з сильними, короткими, ліровидними, вигнутими назад рогами. Вершини рогів гачкуваті, зігнуті всередину. Ця форма рогів є відмітною ознакою виду. У газелі відносно довгі ноги з сильними копитами і відносно коротка шия. Хвіст короткий, обрамлений світлими коротким волоссям. Слізні залози під очима тварини не використовують для маркування території. У підвиду Н. с. soemmerringi коротші роги, коричневе обличчя, у Н. с. berberana довші роги і чорне обличчя, у Н. с. butteri темні бічні сторони і смугасті стегна.